# Pardosa ibex
Pardosa ibex är en spindelart som beskrevs av Jan Buchar och Thaler 1998. Pardosa ibex ingår i släktet Pardosa och familjen vargspindlar. Inga underarter finns listade i Catalogue of Life.